# Danh sách loài được mô tả năm 2019
Danh sách các loài sinh vật được mô tả chính thức năm 2019 xếp theo thời gian công bố trên các tạp chí khoa học.

## Tháng 1 năm 2019
1. Zingiber vuquangense, loài gừng Zingiber, họ Zingiberaceae, bộ Zingiberales.[1][2]

## Tháng 2 năm 2019
1. Mộc hương Núi Chúa Aristolochia nuichuaensis chi Aristolochia, Siphisia, họ Aristolochiaceae, bộ Piperales, giới Thực vật.[3]

## Tháng 3 năm 2019
1. Atractaspis branchi, rắn độc thuộc chi Atractaspis.[4]
2. Aspidistra corniculata, loài thực vật chi Aspidistra, Asparagaceae, bộ Asparagales.[5]
3. Paranticoma lepta, loài giun tròn chi Paranticoma, họ Anticomidae, liên họ Enoploidea, cận bộ Enoplina, bộ Enoplida, phân lớp Enoplia, lớp Enoplea được tìm thấy ở sông Tiên Yên, Quảng Ninh.[6][7]
4. Chromis tingting, cá biển chi Chromis, họ Cá thia.[8]
5. Prognathodes geminus, cá biển chi Prognathodes, họ Cá bướm.[9]

## Tháng 4 năm 2019
1. Stephania polygona, loài thực vật có hoa chi Stephania, họ Menispermaceae, bộ Ranunculales.[10]
2. Bulbophyllum thydoii: loài lan lọng Bulbophyllum, Phân họ Lan biểu sinh, Họ Lan.[11][12]
3. Chromis bowesi, cá biển chi Chromis, họ Cá thia.[13]
4. Chromis gunting, cá biển chi Chromis, họ Cá thia.[13]
5. Chromis hangganan, cá biển chi Chromis, họ Cá thia.[13]

## Tháng 5 năm 2019
1. Aspidistra erosa
2. Aspidistra sarcantha
3. Aspidistra verruculosa: loài thực vật một lá mầm chi Aspidistra, họ Asparagaceae, bộ Asparagales.[14]
4. Prosoglypta: chi mới thuộc tông Omaliini, phân họ Omaliinae, họ Staphylinidae, bộ Coleoptera, lớp Insecta.[15]
5. Prosoglypta alesenkae
6. Bulbophyllum layae
7. Bulbophyllum metallica
8. Bulbophyllum papilligerum: loài lan Bulbophyllum, họ Orchidaceae, bộ Asparagales.[16]
9. Didymoplexis holochelia: loài lan chi Didymoplexis, phân tông Gastrodiinae, tông Gastrodieae, phân họ Epidendroideae, họ Orchidaceae, bộ Asparagales, giới Plantae.[17]
10. Acanthosaura phongdienensis: loài Acanthosaura, phân họ Agaminae, họ Agamidae, bộ Squamata, lớp Reptilia.[18]

## Tháng 6 năm 2019
1. Pomacentrus vatosoa, cá biển chi Pomacentrus, họ Cá thia.[19]

## Tháng 7 năm 2019
1. Diduga bayartogtokhi
2. Diduga nigridentata
3. Diduga quinquicornuta
4. Diduga hanoiensis: loài bướm đêm chi Diduga, phân họ Arctiinae, họ Erebidae, Noctuoidea, Heteroneura, Glossata, Bộ Cánh vẩy.[20]
5. Baculomia chi mới 2019, lấy gốc từ chữ latinh baculum nghĩa là gậy và mia viết tắt của cây mía
  1. Baculomia pumatensis
  2. Baculomia baviensis: loài côn trùng chi mới Baculomia, tông Clitumnini, phân họ Clitumninae, họ Phasmatidae, Anareolatae, Verophasmatodea, Phasmatodea.[21]
6. Begonia bachmaensis
7. Begonia saolaensis loài thực vật Begonia, họ Begoniaceae, bộ Cucurbitales.[22]
8. Rehderodendron truongsonense loài bồ đề chi Rehderodendron, Styracaceae, Ericales.[23][24]
9. Cirrhilabrus wakanda, cá biển chi Cirrhilabrus trong họ Cá bàng chài.[25]

## Tháng 8 năm 2019
1. Hemiboea thanhhoensis: loài cây Hemiboea, Gesneriaceae, Lamiales.[26][27]
2. Austerocardiochiles mellosus
3. Austerocardiochiles simulatus: loài côn trùng Austerocardiochiles, Cardiochilinae, Braconidae, Ichneumonoidea, Apocrita, Hymenoptera.[28]

## Tháng 9 năm 2019
1. Sinotympana caobangensis: loài ve chi Sinotympana, Cicadidae, Hemiptera tìm thấy ở Vườn quốc gia Phia Oắc - Phia Đén, tỉnh Cao Bằng, Việt Nam.[29]

## Tháng 10 năm 2019
1. Desmicola lamdongensis: loài giun tròn Desmicola, họ Thelastomatidae, liên họ Thelastomatoidea, phân bộ Oxyuridomorpha, bộ Rhabditida, lớp Chromadorea.[30]
2. Mesobiotus datanlanicus: loài gấu nước Mesobiotus, họ Macrobiotidae, Macrobiotoidea, bộ Parachaela, Eutardigrada, Tardigrada.[31]
3. Meistera caudata
4. Meistera sudae: loài gừng Meistera, tông Alpinieae, phân họ Alpinioideae, họ Zingiberaceae, Zingiberales.[32]
5. Miltochrista nigrococcinea: loài bướm đêm chi Miltochrista, phân họ Arctiinae, họ Erebidae, liên họ Noctuoidea, nhóm Heteroneura, phân bộ Glossata, bộ Lepidoptera.[33]
6. Lasianthus fansipanensis
7. Lasianthus sapaensis: loài thực vật Lasianthus, họ Rubiaceae, bộ Gentianales phát hiện tại Vườn quốc gia Hoàng Liên.[34]
8. Poeciliopsis jackschultzi, cá nước ngọt chi Poeciliopsis, họ Cá khổng tước.[35]

## Tháng 11 năm 2019
1. Mallomonas lamii loài Mallomonas, họ Mallomonadaceae, bộ Synurales, lớp Chrysophyceae, Limnista, Phaeista, Ochrophyta, Heterokonta, Harosa, Chromista.[36]

## Tháng 12 năm 2019
1. SARS-CoV-2

## Tháng không xác định năm 2019
1. Shenzianyuloma yunnanense McMenamin, 2019. Một loài của ngành Vetulicolia.[37]
2. Milnesium inceptum Morek, Suzuki, Schill, Georgiev, Yankova, Marley & Michalczyk, 2019.[38] Là một loài của ngành gấu nước. Sống ở chất nhầy của loài ốc Cepaea nemoralis.[39][40]